# 팜스토리
주식회사 팜스토리(영어: FarmStory)는 대한민국의 사료 육가공 기업이다.

## 역사
1991년 4월 17일 서일산업으로 설립되었으며, 1992년 2월 28일에 도드람을 합병하였다.
1996년 7월 6일에는 코스닥 시장에 상장하였으며, 2010년 12월 6일에 본사를 충청북도 음성군 금왕읍 내송리 386에서 서울특별시 강남구 강남대로 310 유니온센터 3층으로 이전하였다.